# Pterilia taiwanensis
Pterilia taiwanensis är en insektsart som beskrevs av Kato 1933. Pterilia taiwanensis ingår i släktet Pterilia och familjen Caliscelidae. Inga underarter finns listade i Catalogue of Life.